# Grafschaft Reims
Eine Grafschaft Reims wurde bereits vom Merowingerkönig Chlodwig I. für Arnold eingerichtet, den Ehemann seiner Nichte, der seinerseits ein Verwandter des Bischofs Remigius von Reims war.
Im Jahr 925 brachte Graf Heribert II. von Vermandois die Stadt in seinen Besitz, setzte dort seinen Sohn Hugo als Erzbischof ein und vereinigte dabei das Erzbistum und die Grafschaft. Zwar wurde Hugo vertrieben, aber 940 wieder eingesetzt. Auf der Universalsynode von Ingelheim 948 wurde Hugo erneut abgesetzt; die Grafschaft fiel an das Haus Vermandois zurück und wurde von diesem an die Grafen von Blois vererbt. Die Grafschaft blieb in der Familie der Grafen von Blois, bis König Robert II. im Jahr 1023 den Grafen Odo II. zwang, die Stadt und den Grafentitel an den Erzbischof zu verkaufen, während das Umland, das Rémois, in dessen Besitz verblieb.
Die Entwicklung der Stadt und seines Bürgertums führte zu Auseinandersetzungen mit dem Erzbischof, die 1361 durch den König beendet wurden, indem er die Stadt unter seine Herrschaft brachte. Der Erzbischof musste sich mit dem reinen Titel zufriedengeben, jetzt den eines Herzogs von Reims, der ihn aber auch zu einem der fünf geistlichen Pairs von Frankreich machte.

## Grafen von Reims
- 925–931: Hugo von Vermandois, Erzbischof von Reims (920–962), Sohn von Graf Heribert II. von Vermandois
- 931–940: Artold von Reims, Erzbischof von Reims († 962)
- 940–945: Hugo von Vermandois, 2. Mal
- 946–967: Rainald von Roucy († 967) (Haus Roucy)
- 967–982: Heribert der Alte, Graf von Meaux, Troyes und Reims († 982), Bruder des Erzbischofs Hugo
- 982–995: Odo I. († 995), Graf von Blois, Chartres und Reims, Neffe Heriberts des Alten
- 995–1004: Theobald II, († 1004), Graf von Blois und Reims, Sohn Odos I.
- 1004–1023: Odo II., († 1037), Graf von Blois und Reims, Bruder Theobalds II.

1023 wird Odo II. gezwungen, die Grafschaft an Erzbischof Ebles I. de Roucy aus dem Haus Roucy zu verkaufen.

## Vidame von Reims
Die militärischen Aufgaben des Erzbischofs wurden von einer Person wahrgenommen, die den Titel Vidame trug; dieses Amt und dieser Titel waren im Haus Châtillon erblich.
- NN de Châtillon, Vidame de Reims
- Gervais, Vidame de Reims, dessen Sohn
- Manassès le Chauve, Vidame de Reims 1053/55, dessen Sohn
- Erlaud, Vidame de Reims 1070/1115, dessen Sohn